# Історія ФК «Дніпро» (Дніпро)

## БРІТ
Датою заснування команди є 1918 рік. Саме тоді з'явилася перша команда на металургійному заводі за назвою «БРІТ» (Брянський робітничий індустріальний технікум). Згодом, коли почали проводитися чемпіонати радянського союзу серед клубних команд, у них брали участь попередники «Дніпра» — «Сталь» й «Металург». Що стосується «БРІТа», то він брав участь у першості тодішнього Катеринослава, яку розігрували ще 4 колективи — «Оріон», «Алькор», «Штандарт» й «Задніпров'я». Всі ігри чемпіонату проходили на невеликому спортмайданчику «Сокіл», що перебував на розі проспекту Пушкіна й Кооперативної вулиці (нині вулиця Юрія Савченка).

## «Петровець»
З початком громадянської війни команда, природно, перестала існувати, але потім вона відродилася при ФЗУ (фабрично-заводському училищі) при заводі, а незабаром повністю перейшла під опіку заводу. 9 травня 1925 року в гості до команди заводу приїхала московська команда «Трьохгорка», з якої заводчани провели товариський матч і поступилися 1:2. У тому ж році команда заводу провела ще три товариських матчі із сильними командами, що гостювали в Дніпропетровську: була здобута перемога з рахунком 3:0 над збірною Севастополя, а також закінчилися внічию з однаковим рахунком 0:0 матчі зі збірною Миколаєва й клубною командою Азербайджану. Крім того, заводчани знову відновили свою участь у першості міста, а з наступного, 1926 року, знайшли й нову назву — «Петровець».
В 1927 році до команди прийшов перший успіх, коли вона стала переможцем весняної першості міста. В осінній же першості «Петровець» посів останнє 6-те місце, у найсильнішій підгрупі слідом за командами «Залдор», «Металіст», «Харчовик», гірничий інститут, «Нарпит», і надовго опинився в тіні інших сильніших міських команд.

## Сталь
1936 рік став переломним роком в історії всього футболу країни. Було ухвалено рішення проводити першість СРСР серед клубних команд. Команда заводу ім. Петровського, яка з цього року отримала назву «Сталь», взяла участь у другому чемпіонаті СРСР у групі «Г» і посіла друге місце серед шести команд. У наступному році було 9-те місце серед 12 команд групи «Г». В 1939 році «Сталь» зайняла 15 місце в групі «Б». Ця невдача надовго вибила колектив з колії.
Після війни, лише в 1946 році значно оновлена «Сталь» знову взяла участь у чемпіонаті СРСР. Грала вона в так званій південній підгрупі й зайняла 12-те місце серед 13 команд. У наступному році дніпропетровці виступили краще, чому сприяло об'єднання з «Динамо» — найсильнішою командою міста, посівши четверте місце. В 1948 році був зроблений ще один крок уперед. У групі «А» української зони команда вийшла на другий рядок у турнірній таблиці, здобувши путівку в український фінал. У фінальних іграх «Сталь» поділила перше місце з харківським «Локомотивом». У переграванні дніпропетровці поступилися 1:3 й втратили шанс потрапити у вищу лігу.

## Металург
В 1949 році команду перейменували в «Металург», але змінилась тільки її назва. Вона, як і раніше, захищала спортивну честь заводу їм. Петровського, і невдало, зайнявши лише 9-те місце. В останні три роки дніпропетровці стали виступати в чемпіонаті КФК (аматорів). В 1950 році, виступаючи в другій зоні першої групи, «Металург» посів останнє 9-те місце. В 1952 році змагання в другій групі були багатоетапними. Спочатку групові турніри проходили в рамках чемпіонатів області з наступним виходом у півфінальний турнір, але команда заводу їм. Петровського (саме так називалася команда у тому році) на цю стадію пробитися не зуміла, посівши п'яте місце в одній із зон першості області.
В 1953 році «Металург» був допущений у змагання команд класу «Б» й в своїй зоні зайняв 8-і місце. А от 1954 рік був одним із найкращих в історії команди тих років. «Металург» зайняв почесне місце в підгрупі класу «Б», а в Кубку СРСР команда дійшла до півфіналу, поступившись єреванському «Спартаку». Однак у наступні кілька років подальшого підйому не пішло.

## Дніпро
Наприкінці 1961 року в історії команди відбулися значні зміни. Вона була передана на баланс Південного машинобудівного заводу, що в той час став одним з наймогутніших заводів СРСР, і одержала своє нинішнє назву — «Дніпро». Однак, миттєвого дива не сталося. Команда постійно перебувала в середині турнірної таблиці. Лише сезон 1968 року став для «Дніпра» переломним. Він, як ніколи раніше, рівно грав протягом всієї дистанції чемпіонату й посів третє місце в української зоні класу «А». Найбільшою сенсацією стала поява в команді заслуженого майстра спорту Андрія Біби. Наприкінці року «Дніпро» несподівано очолив новий тренер — Валерій Лобановський.
Перед новим чемпіонатом Лобановський не зробив кардинальних змін у команді, а збільшив інтенсивність тренувань, награючи нові ланки, в тактиці наголосив на атаку більшими силами. І результат не змусив себе чекати. «Дніпро» посідає перше місце в українській зоні, однак в фінальному турнірі за право грати у вищій лізі уступає єдину путівку «Спартаку» з Владикавказа.
В 1970 році була створена перша ліга чемпіонату СРСР й, природно, що в неї був включений й «Дніпро». В упертій боротьбі перше місце посіли львівські «Карпати» (63 очки), а по 61-му набрали дніпропетровці й алматинський «Кайрат». Але краща різниця забитих і пропущених м'ячів була у «Кайрата», і він разом з «Карпатами» вийшов у вищу лігу. Але все-таки, в 1971 році «Дніпро» завоював цю путівку у «вищий світ», упевнено посівши перше місце.
У дебютному сезоні у вищій лізі «Дніпро» фінішував на шостому місці. За вдалішого збігу обставин дніпропетровці могли б стати призерами чемпіонату. Адже тбіліське «Динамо», що зайняло третє місце, випередило їх усього на одне очко. У наступному сезоні «Дніпро» виходить в півфінал Кубка СРСР, повторивши це досягнення ще двічі (1976, 1982).

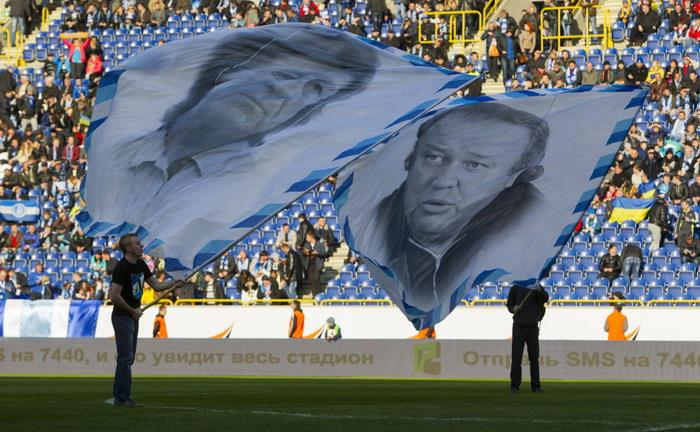
Євген Кучеревський та Володимир Ємець

В 1978 році команда зайняла останнє місце й вилетіла з вищої ліги в першу, щоб за два роки повернутися знову. Однак, вища ліга зустріла її аж ніяк не трояндами: в 1981 році із самого початку чемпіонату «Дніпро» скотився в стан аутсайдерів і не міг надалі вибратися звідси. У даній ситуації керівництво клубу зважилося на відчайдушний крок, довіривши кермо влади маловідомим місцевим фахівцям Володимиру Ємцю і Геннадію Жиздику, які фактично створили команду в сусідньому Нікополі. Вони виконали завдання збереження команди у вищій лізі й, стабілізувавши склад, в 1983 році несподівано для всіх привели команду до чемпіонського звання. Цей рік і наступні можна з повним правом назвати "золотими роками «Дніпра». У 1983 рік — 1 місце, 1984 рік — 3-е місце, 1985 рік — 3-е місце, 1987 рік — 2-е місце, 1988 рік — 1-е місце, 1989 рік — 2-е місце. До того ж в 1989 році команда стає володарем Кубка СРСР і Кубка сезону. Досягнення команди з 1987 року по 1989 здобуті під керівництвом іншого, на той момент маловідомого тренера Євгена Кучеревського. За ці роки команда дала радянському футболу таких відомих футболістів як Протасов, Литовченко, Таран, Вишневський, Чередник, Лютий, Кудрицький, Тищенко, Краковський та інших.
Перебуваючи в "еліті радянського футболу" «Дніпро» і з формуванням Чемпіонату України продовжував займати високі місця. Уже в Чемпіонаті 1992 року, який тривав півроку, «Дніпро» зайняв друге місце у групі «Б» і в матчі за бронзу переміг «Шахтар». Наступного сезону було взяте срібло. У наступні роки команда ще два рази брала бронзу та два рази виходила до фіналу Кубка, де двічі поступалась «Шахтареві». Сезони 1998-1999 та 1999-2000 років можна вважати провальними. «Дніпро» займав місця у другій половині таблиці, однак команда зберегла прописку в еліті. А вже у сезоні 2000-2001 бере чергову бронзу. Сезон 2003-2004 донедавна був останнім, в якому команда завоювала медалі. Командою керував Євген Кучеревський і була здобута бронза, а в фіналі Кубка команда знову поступилась «Шахтареві» . Надалі «Дніпро» 7 раз займав звичне четверте місце, причому двічі займаючи шосте. До 2010 року «Дніпром» керували спочатку Протасов, а потім - Безсонов. Команда грала не дуже добре, на внутрішній арені ніяк не могла виграти навіть бронзові медалі, а в єврокубках починаючи з 2005 року терпіла постійні невдачі, вилітаючи від посередніх команд на кшталт «Беллінцони» чи  «Леха». Однак восени 2010 року настали великі зміни - до Дніпропетровська запросили іменитого європейського тренера, що на той час встиг виграти два Кубки УЄФА та покерувати «Реалом» - іспанця Хуанде Рамоса.Такий крок, хоч і не зразу, але все ж покращив гру і результати клуба. Два роки знадобилися Рамосу для того, щоб створити справді сильну команду. Осінь 2012 року стала чи не найкращим часом в новітній історії команди - в чемпіонаті Дніпро впевнено розбиралося з усіма суперниками, вперше за багато років всерйоз претендуючи на срібні нагороди. А в Лізі Європи він просто феєрив - вперше за 6 років команда пробилася до групового етапу ЛЄ, і в складній групі, де були гранди голландського та італійського футболу - «ПСВ» та «Наполі», впевнено зайняла перше місце і вийшла у плей-оф, двічі перемігши «ПСВ», «АІК» та один раз  «Наполі». Однак навесні 2013 року «Дніпро» демонстрував набагато менш привабливий футбол і в підсумку зайняв усе те ж набридле 4 місце в УПЛ, також вилетівши в 1/16 фіналу ЛЄ від швейцарського«Базеля». Наступний сезон в УПЛ став для команди тріумфальним - «Дніпро» нарешті завоював медалі, причому не бронзові, а срібні, лише вдруге в своїй історії ставши віце-чемпіоном України та вперше пробившись до головного турніру континенту - Ліги Чемпіонів. В ЛЄ команда другий рік підряд вийшла в плей-оф, однак, як і раніше, вилетіла в 1/16 фіналу. Але, на жаль, після завершення успішного сезону 2013-14 з команди пішов її головний творець, що вивів «Дніпро» на європейський рівень - Хуанде Рамос, який не захотів продовжувати контракт. Керівництво клубу швидко знайшло гідну альтернативу - «Дніпро» прийняв відомий український тренер Мирон Маркевич.
Сезон 2014-15 років команда почала з виступів на три фронти - в УПЛ, єврокубках і Кубку України. Через відсутність будь-якого підсилення, а також потрібність часу для реформування команди Маркевичем, «Дніпро» в першій частині сезону виступав вкрай нестабільно, чергуючи яскраві матчі з провальними. В результаті дніпропетровська команда швидко вилетіла з Ліги Чемпіонів від посереднього датського «Копенгагена», зі скрипом  пробилась до групи ЛЄ і з труднощами втретє поспіль вийшла до 1/16 фіналу ЛЄ. В Кубку України «Дніпро» без особливих клопот подолав опір «Десни», «Волині» та «Чорноморця» і дістався півфіналу. 
В чемпіонаті після першої половини сезону команда посідала лише 3 місце, поступаючись одразу 8 очками лідеру - київським динамівцям, і в весняній частині першості зосередилась на переслідуванні донецького «Шахтаря» в боротьбі за друге місце. Натомість, єврокубкова весняна кампанія виявилася трімфальною для клубу. В 1/16 фіналу Ліги Європи за сумою двох матчів був пройдений чемпіон Греції «Олімпіакос» (матч в Києві закінчився перемогою з рахунком 2-0, а в гостях - нічиєю 2-2). В 1/8 фіналу завдяки голу Романа Зозулі в київському матчі та Євгена Коноплянки в додатковий час амстердамського був пройдений місцевий «Аякс» (чемпіон Нідерландів). А в 1/4 фіналу за підсумками виснажливого двобою був переможений бельгійський "Брюгге" (єдиний гол за 180 ігрових хвилин забив Євген Шахов на 82-ій хвилині матчу-відповіді в Києві), і таким чином «Дніпро» вперше в своїй історії вийшов до півфіналу Єврокубка. Зазначимо, що суперники в плей-офі у дніпропетровської команди були досить серйозними : «Олімпіакос» та «Аякс» регулярно грають у груповому етапі ЛЧ, "Брюгге" лідирує в чемпіонаті Бельгії та до того ж в нинішньому євросезоні у 16 матчах зазнав лише однієї поразки - якраз від «Дніпра». В півфіналі ЛЄ казка «Дніпра» продовжилась - команда сенсаційно перемогла грізний італійський «Наполі» (1:1 в Неаполі та 1:0 в Києві; зазначимо, що вирішальними стали два голи Євгена Селезньова). У фінальному двобої 27 травня у Варшаві «Дніпро» зіграє з чинним володарем трофею іспанською «Севільєю».